# チェロソナタ (ブリテン)
チェロソナタ ハ長調 作品65は、ベンジャミン・ブリテンが作曲したチェロソナタ。

## 概要
ブリテンは1960年の9月に、ショスタコーヴィチのチェロ協奏曲第1番がロンドンで西側初演される場に立ち会った際に、終演後に楽屋に訪問し、ソリストとして演奏を聴かせたチェリストのムスティスラフ・ロストロポーヴィチと初めて出会い、親交を結んだ。このことがきっかけで、チェロソナタやチェロ交響曲、3曲の無伴奏チェロ組曲という重要な作品を生み出すことへとつながった。
このチェロソナタは、1960年の9月にロストロポーヴィチと出会った後、同年の12月に作曲を開始した。ソナタは翌年の1961年の1月に完成し、同年になってロストロポーヴィチが再び来英した際の7月、オールドバラ音楽祭で初演された（ピアノはブリテンが担当）。のちに若干の改訂が行われたりもしたが、初版の楽譜は50部しか作られなかったという。

## 構成
5楽章の構成で、演奏時間は約26分。
- 第1楽章 ディアロゴ
- 第2楽章 スケルツォ－ピツィカート
- 第3楽章 エレジア
- 第4楽章 マルチア
- 第5楽章 無窮動